# 작은민발바닥저빌속
작은민발바닥저빌속 또는 테터릴속(Taterillus)은 쥐과 황무지쥐아과에 속하는 설치류 속이다. 9종으로 이루어져 있다. 작은민발바닥저빌속은 겉모습이 아닌 핵형을 기준으로만 신뢰할 수 있는 구별을 얻을 수 있다.

## 하위 종
| - 사헬저빌 (T. arenarius) - 콩고저빌 (T. congicus) - 에민저빌 (T. emini) - 가는테터릴 (T. gracilis) - 해링턴저빌 (T. harringtoni) | - 차드호저빌 (T. lacustris) - 페테르저빌 (T. petteri) - 세네갈저빌 (T. pygargus) - 트레니어리테터릴 (T. tranieri) |